# Viaductul de la Suplacu de Barcău
Viaductul de la Suplacu de Barcău este un viaduct în construcție, proiectat să fie cea mai mare dintre structurile existente pe Autostrada Transilvania. Viaductul va traversa bazinul Suplacu, aflat la 76 kilometri de Oradea, în județul Bihor, la nord de Carpații Occidentali.
La finalizarea lucrărilor de construcție, viaductul va deveni cel de-al doilea viaduct ca lungime din Europa (după viaductul Millau din Franța) și, totodată, cea mai mare structură din sud-estul Europei. Structura este una tradițională pe piloți având o lungime de 1,8 km și 45 de deschideri de 40 m.
Pentru construcția acestui viaduct vor fi necesare 88.000 m³ beton, 6,5 tone de armatură, 1,3 tone de cablu tensionat, 360 de grinzi pre-turnate de tip U, fiecare cu o greutate de 160 tone. 
Lucrările de construcție la viaduct sunt în curs de desfășurare: s-a terminat instalarea piloților, activitățile de fundații sunt finalizate în proporție de 90%, 75% din elevații și 55% din capetele de piloți sunt gata.
Etapa următoare de construcție constă în instalarea grinzilor de tip U. Odată cu instalarea grinzilor U, vor fi așezate dalele pentru platformă.